# SN 2000cr
SN 2000cr – supernowa typu Ic odkryta 25 czerwca 2000 roku w galaktyce NGC 5395. W momencie odkrycia miała maksymalną jasność 17,00m.